# Фернанду Абреу
Фернанду Абреу (порт. Fernando Augusto de Abreu; 3 жовтня 1984, Сан-Паулу, Бразилія) — бразильський футболіст, що грав на позиції захисника.

## Кар'єра
Абреу розпочав свою спортивну кар'єру в бразильському «Сан-Паулу», згодом перебрався до Європи, підписавши контракт з «Порту» в Португалії, а згодом переїхав до «Торіно» в Італії, де отримав італійське громадянство. 
2003 року розпочав дорослу футбольну кар'єру в Іспанії, підписавши контракт із «Расінгом» (Сантандер). Протягом наступних чотирьох років виступав у третьому іспанському дивізіоні за другу команду цього клубу. Дебютував у Ла-Лізі в складі головної команду  «Расінга», замінивши Пабло Альфаро на останніх хвилинах гри сезону 2006-07 проти «Бетіса». Ця гра стала для Абреу єдиною на рівні елітного іспанського дивізіону.
31 серпня 2007 року став частиною команди «Атлетіко Мадрид Б», де вважався легіонером з-поза меж ЄС, оскільки має італійський паспорт.
2009 року залишив Іспанію і перебрався до словенської «Олімпії» (Любляна). Протягом наступних декількох років встиг пограти на Кіпрі за «Олімпіакос» (Нікосія), у складі фінського «Марієгамна», малайзійського «Джохор Дарул Тазім» та литовського «Екранаса».
Завершував ігрову кар'єру у Таїланді, де протягом 2014–2019 років грав за «Чіанграй Юнайтед», «Лампанг» та «Транг».